# 고케 유타
고케 유타(일본어: 郷家 友太, 1999년 6월 10일 ~ )는 일본의 축구 선수이다.

## 구단 경력
2018년 J1리그의 비셀 고베에 입단하였다. 2023년 J2리그의 베갈타 센다이로 이적했다.

## 국가대표팀 경력
그는 2019년 FIFA U-20 월드컵에 참가할 일본 U-20 국가대표팀에 발탁되었으며, 2경기에 출전했다.